# Justyna Barciak
Justyna Barciak, po mężu Kamińska (ur. 21 maja 1984) – polska zapaśniczka, wicemistrzyni Uniwersjady (2005)

## Kariera sportowa
Była zawodniczką LKS Mazowsze Teresin. Jej największym sukcesem w karierze był srebrny medal Uniwersjady w 2005 w kat. 59 kg. W mistrzostwach Polski wywalczyła brązowy medal w 2003 w kat. 59 kg, wicemistrzostwo Polski w kat. 59 kg w 2005 i w kat. 63 kg w 2006, brązowy medal mistrzostw Polski w 2007 w kat. 63 kg. Karierę zawodniczą zakończyła w 2008